# Agnieszka z Montepulciano

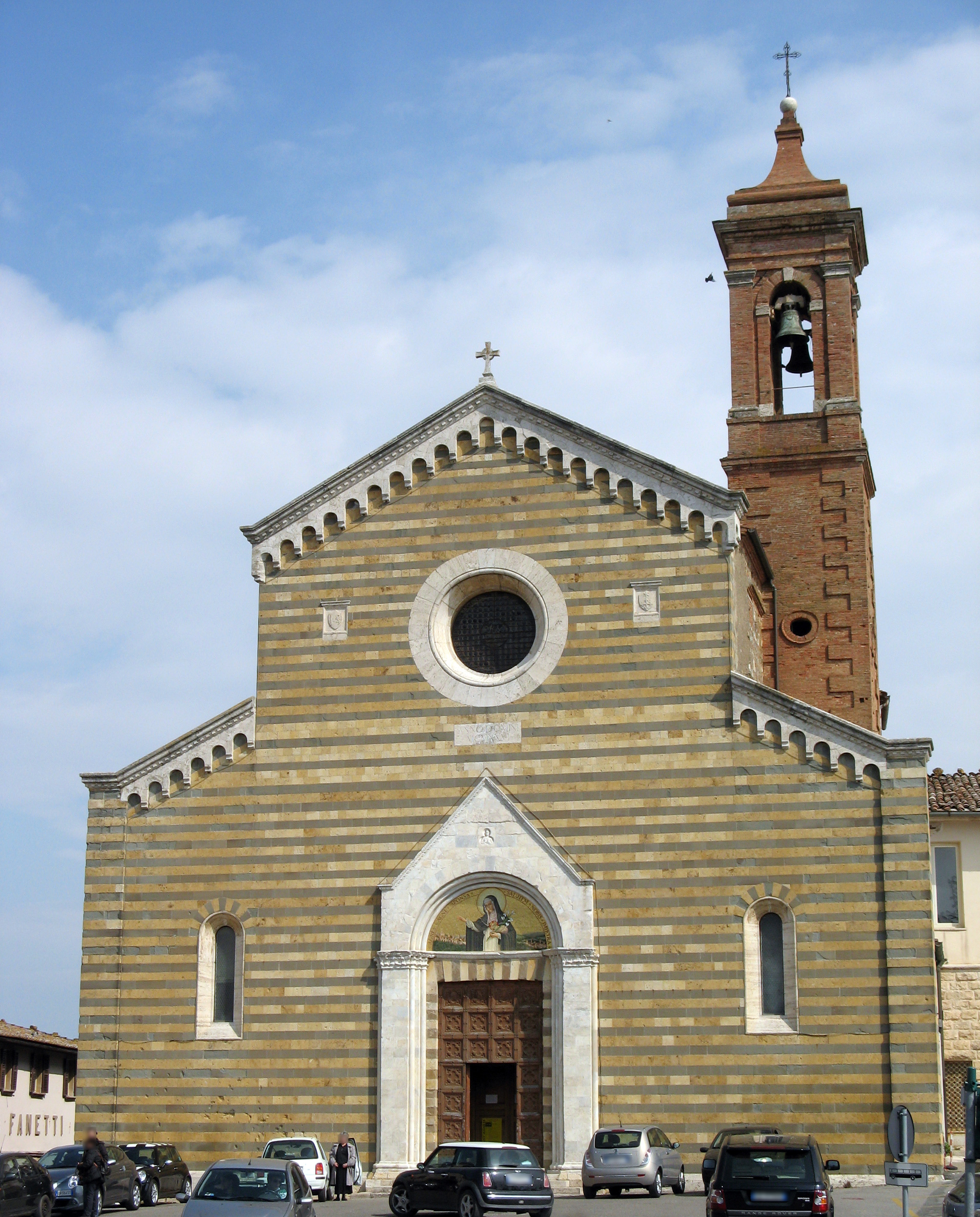
Kościół św. Agnieszki w Montepulciano

Agnieszka z Montepulciano, wł. Agnese Segni (ur. 28 stycznia 1268 w Gracciano, Montepulciano, zm. 20 kwietnia 1317 w Montepulciano)
– włoska dominikanka (OP), dziewica i święta Kościoła katolickiego.

## Życiorys
Urodziła się w toskańskim Gracciano Vecchio, w szlacheckiej rodzinie Lorenza i Marii Segni. Jedna z legend mówi, że jej narodziny poprzedziło unoszące się w powietrzu światło, otaczające rodzinny dom. Od dzieciństwa odznaczała się niezwykłą pobożnością, ukończywszy sześć lat prosiła rodziców, aby pozwolili jej wstąpić do klasztoru. Nie chcieli się na to zgodzić, dopiero niecodzienne wydarzenie wpłynęło na zmianę ich zdania w tej kwestii. Miała dziewięć lat gdy została oddana na wychowanie do klasztoru franciszkańskiego del Sacco, w wieku czternastu lat została zakonnicą. W wieku piętnastu lat, wraz z grupą zakonnic, przeniosła się ze swoją kierowniczką duchową, ksienią Proceno, do klasztoru leżącego nieopodal Viterbo. Po uzyskaniu specjalnego zezwolenia od papieża Mikołaja IV została ksienią. Wtedy też miała się delikatnie posypać na nią i zgromadzone siostry manna w postaci małych białych krzyży.
W 1306 roku powróciła do Montepulciano, aby założyć klasztor (w miejscu gdzie
w dzieciństwie zaatakowały ją kruki), początkowo oparty na regule św. Augustyna, później św. Dominika. W Santa Maria Novella sprawowała funkcję przeoryszy aż do końca swych dni.
Św. Agnieszka żywiła szczególne nabożeństwo do Dzieciątka Jezus i Matki Bożej. Mając zaledwie piętnaście lat często unosiła się w głębokiej ekstazie w czasie modlitwy, nawet na dwa metry nad ziemią. Miała liczne wizje, podczas jednej z nich Matka Boża podała jej Dzieciątko Jezus, a gdy musiała się z nim pożegnać znalazła na kolanach mały złoty krzyżyk, z którym się nigdy nie rozstawała. Bardzo dużo pościła, przez piętnaście lat żyła jedynie o chlebie i wodzie.
Zmarła w rodzinnym mieście w otoczeniu sióstr zakonnych.
Legenda mówi, że gdy św. Agnieszka zmarła, dzieci w regionie bez względu na wiek zaczęły opowiadać o niej – o jej pobożności i śmierci.

## Kult
Ciało św. Agnieszki przez ponad 300 lat pozostawało nienaruszone, później umieszczono jej doczesne szczątki w woskowej figurze, pozostawiając na widoku tylko jej ręce i stopy, z których wypływał pachnący olejek.
Św. Katarzyna ze Sieny, która trzydzieści lat po śmierci św. Agnieszki pielgrzymowała do jej grobu, otaczała ją wielką czcią, nazywając "chlubną matką". Gdy św. Katarzyna modliła się u jej grobu, na nią i jej dwie siostrzenice, a także ciało św. Agnieszki posypała się manna.
Pierwszą i najwcześniejszą biografię św. Agnieszki napisał bł. Rajmund z Kapui, po pięćdziesięciu latach od jej śmierci.
W 1522 roku papież Klemens VII zatwierdził kult Świętej w Montepulciano, a w 1532 ogłosił ją błogosławioną. W 1601 roku rozciągnięto jej kult na cały zakon dominikański.

Dnia 10 grudnia 1726 roku została kanonizowana przez papieża Benedykta XIII.
Dzień obchodów
Jej wspomnienie liturgiczne w Kościele katolickim obchodzone jest 20 kwietnia.
Ikonografia
W ikonografii św. Agnieszka przedstawiana jest w stroju dominikańskim, czasami towarzyszą  jej św. Katarzyna ze Sieny i św. Róża z Limy. Jej atrybutami są anioł nawiązujący do aniołów, z którymi przyjaźniła się i które ukazywały jej się podczas ekstaz, karmiły ją manną z nieba i przynosiły relikwie czczonych świętych a zgodnie z tradycją po śmierci towarzyszyły jej duszy w drodze do nieba. Baranek lub owieczki nawiązują do etymologii imienia (łac. agnus = baranek). Makieta klasztoru nawiązuje do założenia przez święta klasztorów dominikańskich w Procero i Montepulciano. Lilie i róże, które wyrastały podczas jej modlitw i umartwień a także księga symbolizująca życie według praw bożych, wiedzę i mądrości.